# دوزآقاچ، سنان‌پاشا
دوزآقاچ (به ترکی استانبولی: Düzağaç) یک منطقهٔ مسکونی در ترکیه است که در سنان‌پاشا واقع شده‌است.